# سونی انترتینمنت
سونی اینترتیمنت (به انگلیسی: Sony Entertainment) یک شرکت سرگرمی جهانی آمریکایی است که در سال ۲۰۱۲ تأسیس شده است. این شرکت بر روی فیلم سینمایی، تلویزیون و کسب و کارهای موسیقی متمرکز است.

## کمپانی‌ها

### سونی پیکچرز

#### فیلم
- - کلمبیا پیکچرز
  - ترای‌استار پیکچرز
  - سونی پیکچرز کلاسیکس
  - اسکرین جمز
  - سونی پیکچرز انیمیشن
  - سونی پیکچرز ایمج‌ورکز

#### تلویزیون
- سونی پیکچرز تلویژن

### سونی میوزیک
- کلمبیا رکوردز
- اپیک رکوردز
- آرسی‌ای رکوردز
- اریستا رکوردز
- انتشارات موسیقی سونی/ای‌تی‌وی